# 博南格莱加来
博南格莱加来（法語：Bonningues-lès-Calais，法語發音：[bɔnɛ̃ɡ lɛ kalɛ]，意为“加来附近的博南格”）是法国北部-加来海峡大区加来海峡省的一个市镇，属于加来区。

## 地理
博南格莱加来（50°53'25"N, 1°46'29"E）面积8.49 平方千米，位于法国上法蘭西大區加来海峡省，该省份为法国北部沿海省份，西北濒北海，南至索姆省，东临北部省。
与博南格莱加来接壤的市镇（或旧市镇、城区）包括：科凯勒、珀普兰格、皮昂莱吉讷、圣安格勒韦尔、圣特里卡、埃斯卡勒、弗雷坦、埃尔沃兰冈、涅勒莱加来。
博南格莱加来的时区为UTC+01:00、UTC+02:00（夏令时）。

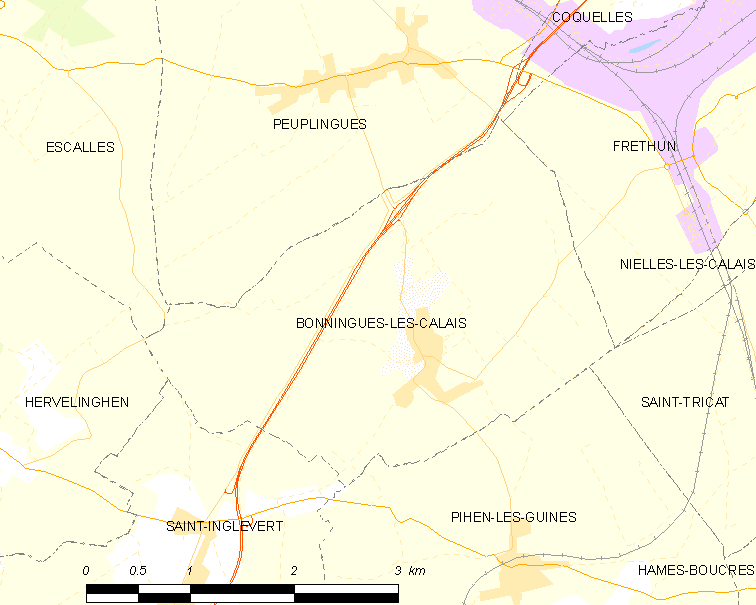
博南格莱加来的OSM定位图

## 行政
博南格莱加来的邮政编码为62340，INSEE市镇编码为62156。

## 政治
博南格莱加来所属的省级选区为加来第一县。

## 人口

1962-2008年间博南格莱加来人口变化图示

博南格莱加来于2022年1月1日时的人口数量为598人。